# Dmitriev-L'govskij
Dmitriev L'govskij (anche traslitterato come Dmitriyev-Lgovsky) è una cittadina della Russia europea, nell'oblast' di Kursk. Sorge sul fiume Svapa, 160 km a nordovest del capoluogo Kursk, ed è il capoluogo del Dmitrievskij rajon.